# 레오 루돌프 라우발 유니오어
레오 루돌프 라우발 유니오어(독일어: Leo Rudolf Raubal Jr., 1906년 10월 2일 ~ 1977년 8월 18일)는 오스트리아의 교사이자 군인, 사업가이다. 아돌프 히틀러의 조카이기도 하다.

## 생애
그는 레오 라우발과 아돌프의 이복누나인 앙겔라 히틀러의 아들이었다. 라우발은 잘츠부르크에서 화학 교사로 근무한 적이 있었으며, 그는 어머니 앙겔라가 베르흐테스가덴에 사는 동안 산발적으로 어머니를 찾았다. 사촌인 하인츠 히틀러나 윌리엄 패트릭 히틀러와 달리 라우발도 '총통의 조카'였고 히틀러는 그와 함께 시간을 보내는 것을 좋아했다. 그러나 윌리엄 패트릭 히틀러에 따르면, 라우발은 외삼촌인 히틀러를 좋아하지 않았고 그의 여동생 겔리의 죽음에 대해 후자를 비난했다. 그러나 역사학자 베르너 마저에 따르면, 1967년 레오 교수가 히틀러가 "절대 결백하다"고 말한 것으로 확인될 수 없다.
전쟁 전에 그는 린츠 제철소의 경영자가 되었다. 1939년 10월, 그는 루프트바페에 징집되어 중위로 복무했다. 그는 아돌프 히틀러와 비슷하게 생겼고, 전쟁 중에 때때로 히틀러의 복병으로 활동하기도 했다. 라우발은 스탈린그라드 전투 중 1943년 1월 부상을 입었고,  프리드리히 파울루스는 히틀러에게 독일로 가는 라우발 대피용 비행기를 요청했다. 히틀러는 거절했고 라우발은 1943년 1월 31일 소련에 의해 붙잡혔다.
히틀러는 1941년 7월 16일 독일군에 붙잡혔던 스탈린의 아들 야코브 드주가슈빌리에게 소련과의 포로 교환 가능성을 검토하라는 명령을 내렸다. 스탈린은 그를 라우발이나 프리드리히 파울루스와 교환하기를 거부하며 "전쟁은 전쟁이다."라고 발언했다. 종전 이후 라우발은 모스크바의 감옥에 감금되었고 1955년 9월 28일 소련에 의해 석방되었다가 오스트리아로 돌아왔다.
이후 라우발은 린츠에서 교사로 일했다. 그는 스페인에서 휴가 중에 사망했으며, 1977년 9월 7일 린츠에서 매장되었다. 레오 라우발 유니오어는 여동생 엘프리데의 아들 하이너 호체거, 윌리엄 패트릭 히틀러의 세 아들과 함께 아돌프 히틀러의 가장 가까운 친척을 두고 있었다. 아들 페터 라우발은 오스트리아 린츠에 사는 은퇴한 기술자이다.

## 같이 보기
- 히틀러가

### 참고 문헌
- Werner Maser: Adolf Hitler. Mythos, Legende, Wirklichkeit, Bechtle, Munich 200118; ISBN 3-7628-0521-0
- Werner Maser: Fälschung, Dichtung und Wahrheit über Hitler und Stalin, Olzog, 2004, ISBN 3-7892-8134-4, page 272
- Joachimsthaler, Anton. 《Hitlers Liste: Ein Dokument Personlicher Beziehungen》. Herbig. 270쪽. ISBN 3-7766-2328-4.
- Walter Mayr: SERIE - TEIL 10 HITLERS FRÜHE JAHRE - DER FÜHRER, MEIN ONKEL, Der Spiegel  Nr. 28/2001 - 9 July 2001, page 142
- Marc Vermeeren: De jeugd van Adolf Hitler 1889–1907 en zijn familie en voorouders, Uitgeverij Aspekt, Soesterberg 2007, ISBN 90-5911-606-2
- Oliver Halmburger, Thomas Staehler: Familie Hitler. Im Schatten des Diktators, Oliver Halmburger Loopfilm GmbH, Munich, and ZDF-History, Mainz 2005 (film), DVD, ASIN B000U6SOKW
- Zdral, Wolfgang (2005). 《Die Hitlers》. Campus Verlag GmbH. 237쪽. ISBN 3-593-37457-9.
- Personal information from prof. Dr. Werner Maser (via German Wikipedia)